# Nhà bánh mì gừng

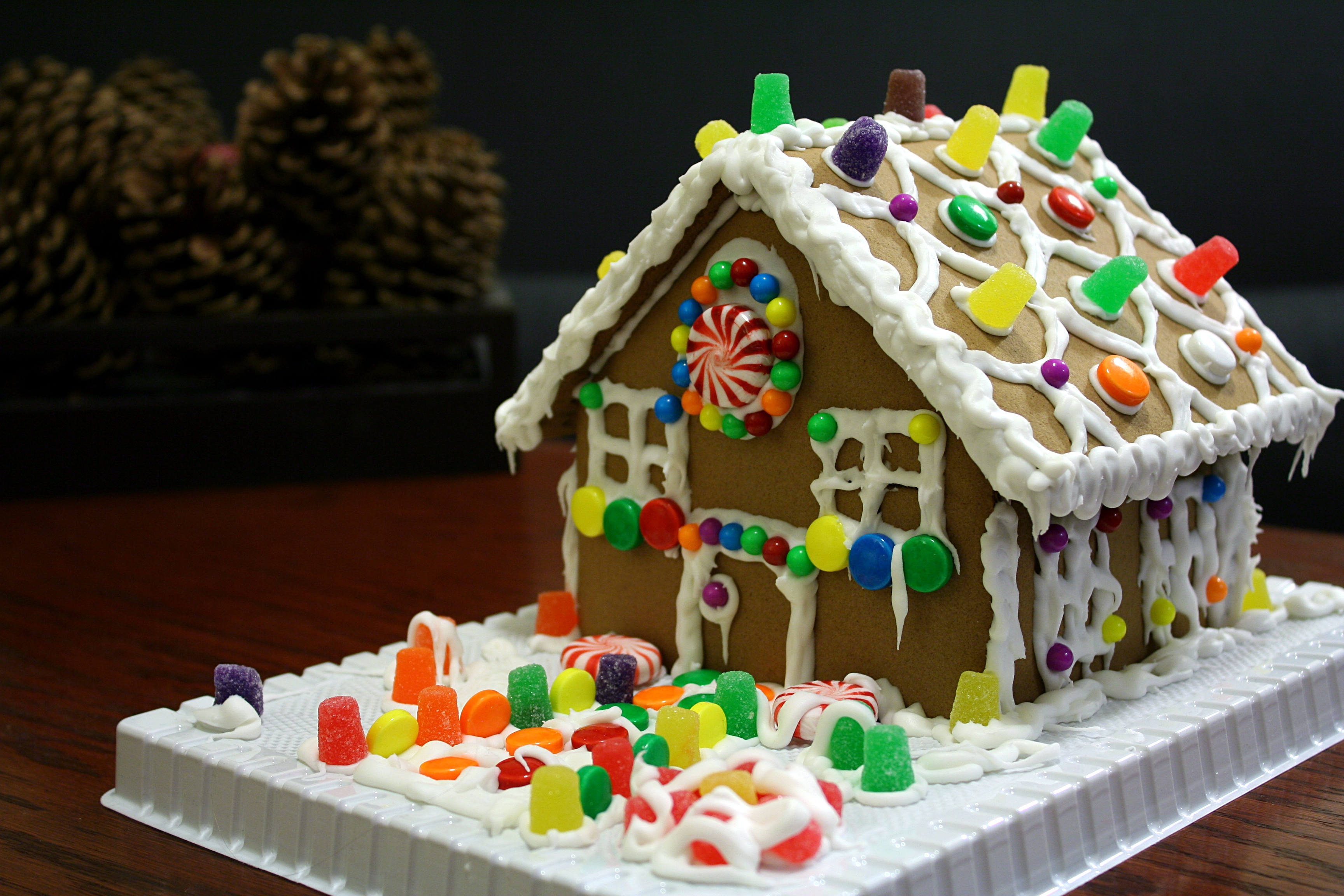
Một ngôi nhà bánh mì gừng mua ở cửa hàng điển hình

Nhà bánh mì gừng là một dạng bánh kẹo được tạo tác có hình dạng giống như một tòa nhà; làm từ bột bánh quy, được cắt và nướng tạo nên nhiều phần thích hợp như bức tường và mái nhà. Nguyên liệu thường dùng là bánh quy gừng giòn làm từ bánh mì gừng - hạt gừng. Một kiểu làm mô hình khác với bánh mì gừng sử dụng bột luộc có thể được uốn nặn như đất sét để tạo thành tượng nhỏ ăn được hoặc món đồ trang trí khác. Những ngôi nhà này, được bao phủ bằng nhiều loại kẹo và men kem lạnh, là đồ trang trí Giáng sinh phổ biến.

## Lịch sử

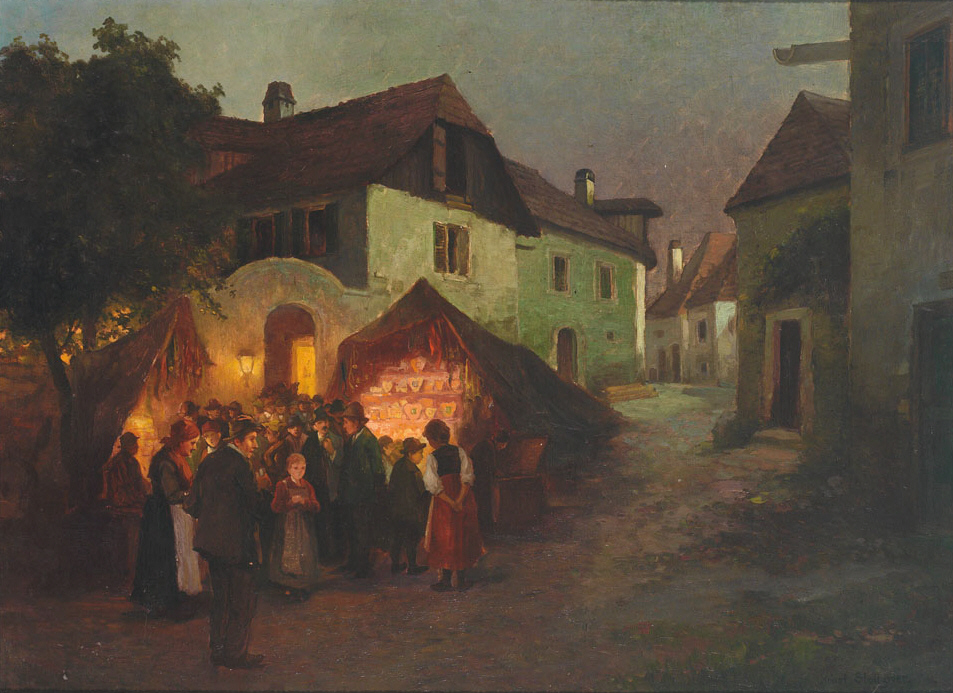
Tranh mô tả bánh mì gừng bán tại hội chợ.

Tài liệu ghi chép về bánh mật ong có thể truy nguồn từ thời La Mã cổ đại. Giới sử học về thức ăn thống nhất rằng gừng dùng làm gia vị cho món ăn và đồ uống từ thời cổ đại. Người ta tin rằng bánh mì gừng lần đầu tiên được nướng ở châu Âu vào cuối thế kỷ 11, khi binh sĩ thập tự chinh trở về mang theo phong tục ăn bánh mì cay từ Trung Đông. Gừng không chỉ ngon mà còn có đặc tính giúp bảo quản bánh mì. Theo truyền thuyết của Pháp, bánh mì gừng được  Gregory của Nicopolis (Gregory Makar), một thầy tu Armenia, sau này là vị thánh, mang đến châu Âu vào năm 992. Ông sống bảy năm ở Bondaroy, Pháp, gần thị trấn Pithiviers, nơi ông dạy nấu bánh mì gừng cho các linh mục và những tín đồ Kitô hữu khác. Ông mất năm 999. Một truyền thuyết Kitô giáo đầu thời trung cổ kể chi tiết về lời tường thuật của Phúc âm Matthew về sự ra đời của Chúa Giê-su. Theo truyền thuyết, được chứng thực trong một tài liệu Hy Lạp từ thế kỷ thứ 8, có nguồn gốc Ailen và được dịch sang tiếng Latinh với tiêu đề Collectanea et Flores, ngoài vàng, nhũ hương và một dược, được ba "nhà thông thái từ phương đông" (pháp sư), gừng là món quà của một nhà thông thái (pháp sư), người đã không thể hoàn thành cuộc hành trình đến Bethlehem. Khi ông đang ở lại những ngày cuối cùng của mình tại một thành phố ở Syria, pháp sư đã tặng chiếc rương chứa rễ gừng của mình cho Giáo sĩ Do Thái, người đã ân cần chăm sóc ông trong lúc bệnh tật. Giáo sĩ này nói với ông về những lời tiên tri của vị Vua vĩ đại sẽ đến với người Do Thái, một trong số đó là Ngài sẽ sinh ra tại Bethlehem, nơi theo tiếng Do Thái có nghĩa là "Nhà Bánh mì". Giáo sĩ đã quen với việc các học trò trẻ tuổi của mình làm những ngôi nhà bằng bánh mì để ăn theo thời gian nhằm nuôi dưỡng niềm hy vọng về Đấng Messiah của họ. Pháp sư đề xuất thêm gừng xay vào bánh mì để có mùi thơm và hương vị hấp dẫn. Bánh mì gừng, như chúng ta biết ngày nay, có nguồn gốc từ truyền thống ẩm thực châu Âu thời Trung Cổ. Bánh mì gừng cũng được các tu sĩ ở Franconia, Đức tạo hình thành nhiều dạng khác nhau vào thế kỷ 13. Thợ làm bánh Lebkuchen được ghi nhận sớm nhất vào năm 1296 ở Ulm và năm 1395 ở Nürnberg, Đức . Nürnberg được công nhận là "Thủ đô bánh mì gừng của thế giới" khi vào những năm 1600, phường hội bắt đầu tuyển dụng những thợ làm bánh bậc thầy và những thợ lành nghề để chế tạo các tác phẩm nghệ thuật phức tạp từ bánh mì gừng. Thợ làm bánh thời Trung cổ đã sử dụng những tấm ván chạm khắc để tạo nên thiết kế tinh xảo. Trong suốt thế kỷ 13, phong tục này lan rộng khắp châu Âu. Nó được đưa đến Thụy Điển vào thế kỷ 13 theo chân người nhập cư Đức; có tài liệu tham khảo từ Tu viện Vadstena của các nữ tu Thụy Điển nướng bánh mì gừng để giảm chứng khó tiêu vào năm 1444. Chất tạo ngọt truyền thống là mật ong, được một hội quán sử dụng ở Nürnberg. Gia vị được sử dụng là gừng, quế, đinh hương, nhục đậu khấu và thảo quả. Tượng nhỏ bằng bánh mì gừng có từ thế kỷ 15 và việc nặn bánh quy thành tượng đã được xuất hiện vào thế kỷ 16. Tài liệu đầu tiên ghi chép về những chiếc bánh quy gừng hình người là của triều đình Elizabeth I của Anh: bà dùng tượng bánh mì gừng giống hệt để mời một số vị khách quan trọng của mình.

## Lịch sử hình thành bánh mì gừng

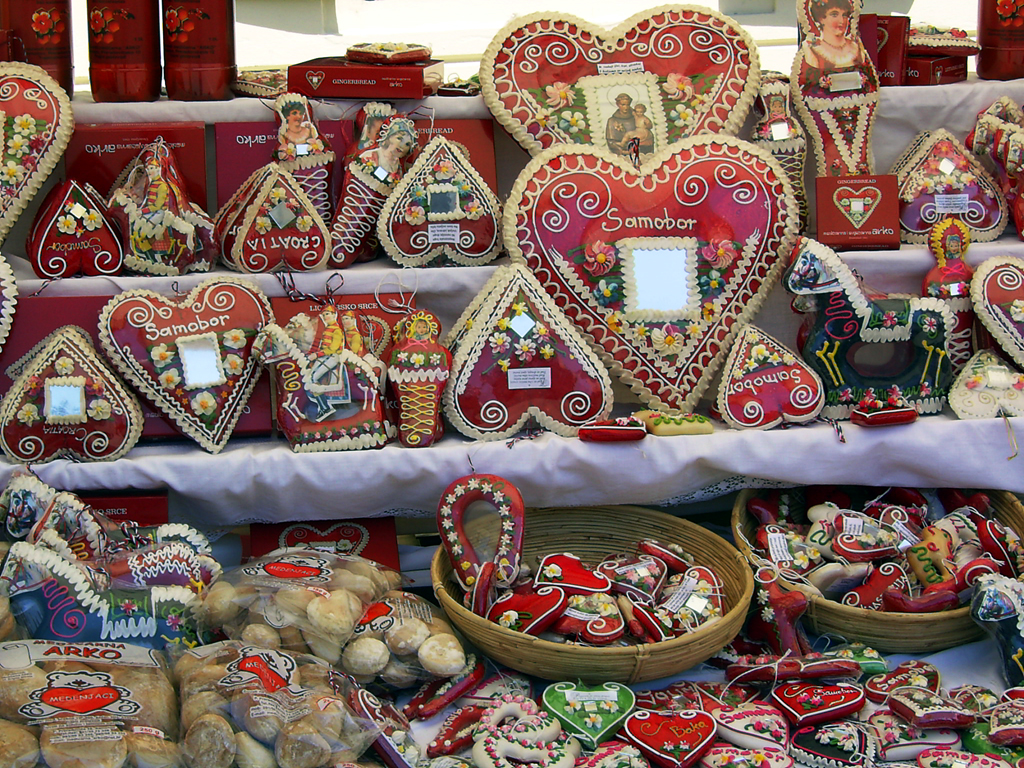
Trái tim bánh mì gừng được trang trí với gương, hussars và đồ lưu niệm trong chợ ở Croatia

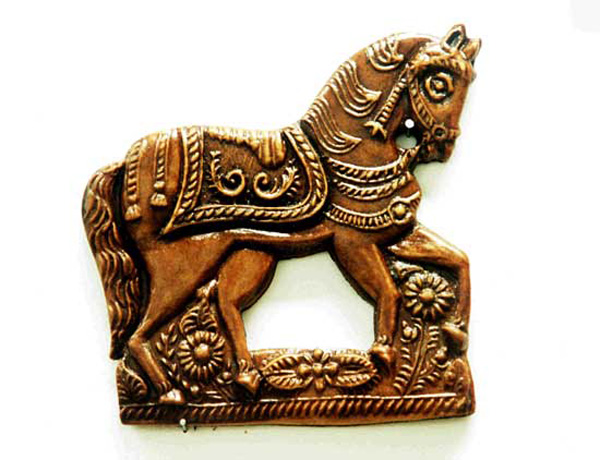
Ngựa in bánh mì gừng

Thợ làm bánh mì gừng được tập hợp lại thành những phường hội thợ làm bánh chuyên nghiệp. Ở nhiều nước châu Âu, thợ làm bánh mì gừng là một thành phần khác biệt của hội người làm bánh. Nướng bánh mì gừng đã phát triển thành một nghề được thừa nhận. Vào thế kỷ 17, chỉ những thợ làm bánh chuyên nghiệp mới được phép nướng bánh mì gừng, ngoại trừ vào dịp lễ Giáng sinh và Phục sinh, khi bất kỳ ai cũng được phép nướng bánh.
Ở châu Âu, bánh mì gừng được bán trong các cửa hàng đặc biệt và tại các chợ theo mùa bán đồ ngọt. Bánh có hình dạng trái tim, ngôi sao, binh lính, trẻ sơ sinh, người cưỡi ngựa, kèn, kiếm, súng lục hoặc động vật. Bánh mì gừng đặc biệt được bán bên ngoài nhà thờ vào Chủ nhật. Phù điêu bánh theo tôn giáo được mua dành cho các sự kiện tôn giáo cụ thể, chẳng hạn Giáng sinh và Phục sinh. Bánh mì gừng trang trí làm quà tặng cho người lớn và trẻ em, hoặc được tặng như một biểu tượng tình yêu, còn được mua đặc biệt cho đám cưới, nơi bánh mì gừng được phân phát cho khách mời dự cưới. Một bức phù điêu bánh mì gừng của vị thánh bảo trợ thường được tặng như một món quà vào ngày tên của một người, ngày của vị thánh gắn liền với tên của người đó. Đó là phong tục nướng bánh quy và vẽ hình làm đồ trang trí cửa sổ. Những chiếc bánh mì gừng phức tạp nhất cũng được trang trí bằng hoa văn kem lạnh, thường có màu sắc và cũng được mạ bằng vàng lá. Ngoài ra, món này còn được đeo như một lá bùa hộ mệnh trong trận chiến hoặc để bảo vệ khỏi những linh hồn xấu xa.
Bánh mì gừng là một hình thức nghệ thuật phổ biến quan trọng ở châu Âu; các trung tâm chạm khắc khuôn bánh mì gừng chính bao gồm Lyon, Nürnberg, Pest, Praha, Pardubice, Pulsnitz, Ulm và Toruń. Khuôn bánh mì gừng thường hiển thị những điều thực tế, ví dụ miêu tả nhà cầm quyền mới và người phối ngẫu với họ. Các bộ sưu tập khuôn đáng chú ý được trưng bày tại Bảo tàng Dân tộc học ở Toruń, Ba Lan và Bảo tàng Bánh mì ở Ulm, Đức. Trong những tháng mùa đông, bánh mì gừng thời Trung cổ, thường được nhúng vào rượu vang hoặc đồ uống có cồn khác, cũng được tiêu thụ. Ở Mỹ, các cộng đồng nói tiếng Đức ở Pennsylvania và Maryland tiếp tục truyền thống này cho đến đầu thế kỷ 20. Truyền thống tồn tại ở Bắc Mỹ thuộc địa, nơi bánh ngọt được nướng như bánh quy gừng giòn và được ưa chuộng làm đồ trang trí cây thông Giáng sinh.
Truyền thống làm nhà bánh mì gừng được trang trí bắt đầu ở Đức vào đầu những năm 1800. Theo một số nhà nghiên cứu, những ngôi nhà bánh mì gừng đầu tiên là kết quả của câu chuyện cổ tích nổi tiếng của anh em nhà Grimm "Hansel và Gretel". Trong chuyện, hai đứa trẻ bị bỏ rơi trong rừng đã tìm ra một ngôi nhà ăn được làm bằng bánh mì với đường ngọt trang trí. Sau khi cuốn sách này được xuất bản, thợ làm bánh tại Đức bắt đầu nướng thành ngôi nhà cổ tích được trang trí bằng lebkuchen (bánh mì gừng). Những thứ này trở nên phổ biến trong lễ Giáng sinh, một truyền thống đã đến Mỹ từ người Đức nhập cư Pennsylvanian. Theo các nhà sử học thực phẩm khác, anh em nhà Grimm đang nói về một thứ đã tồn tại.

## Thời hiện đại

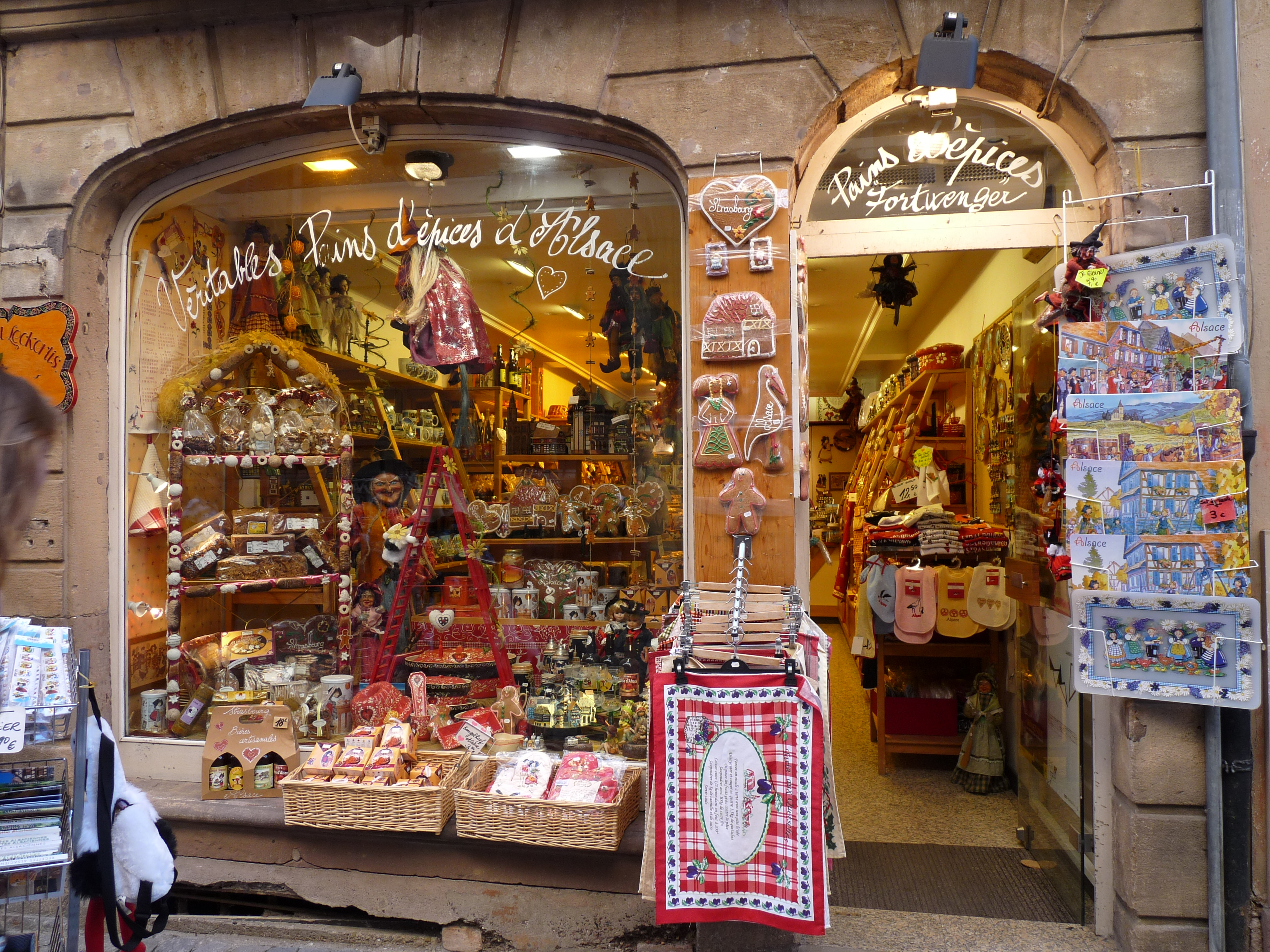
Cửa hàng bánh mì gừng ở Strasbourg.

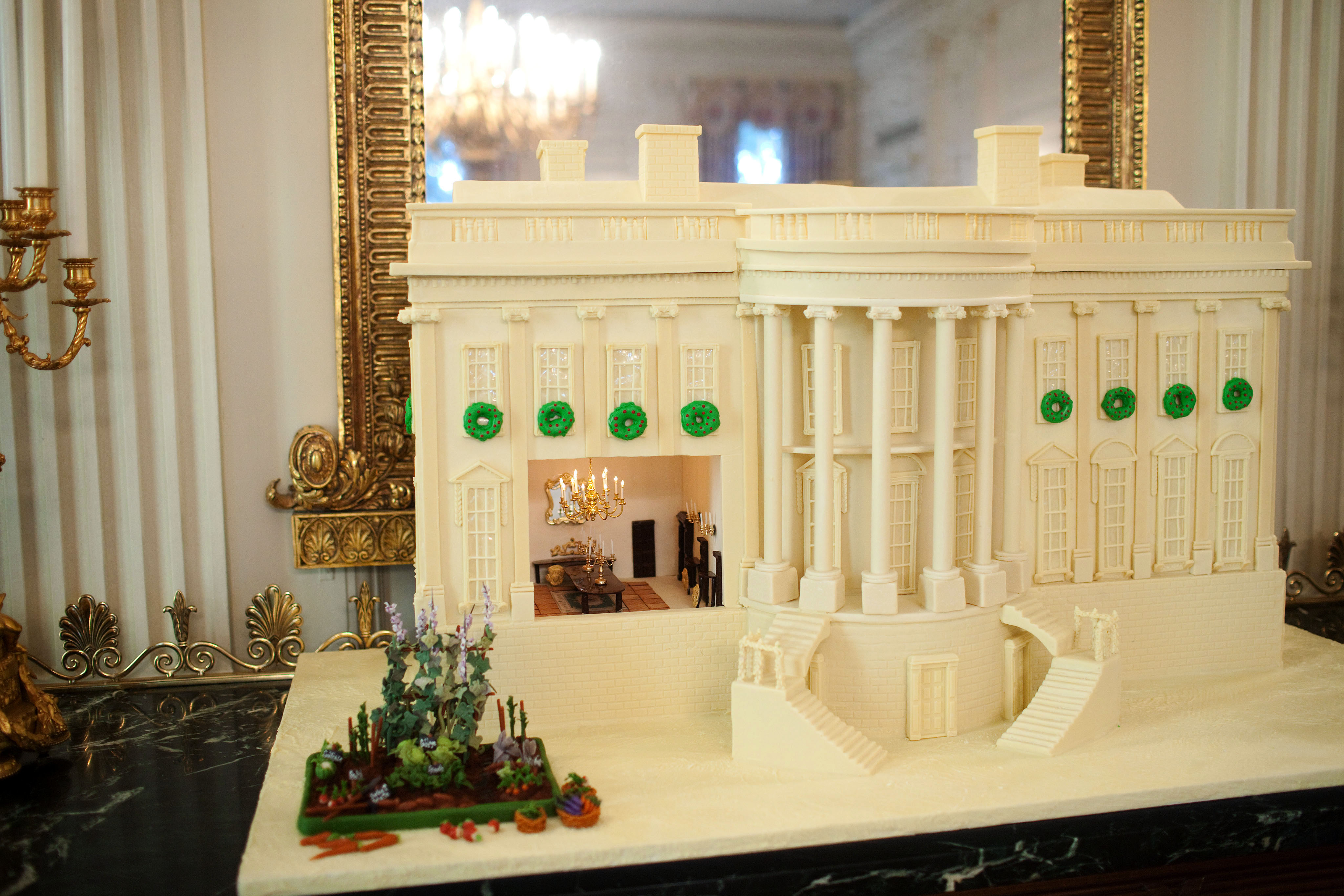
Bản sao của Nhà Trắng làm bằng bánh mì gừng và socola trắng

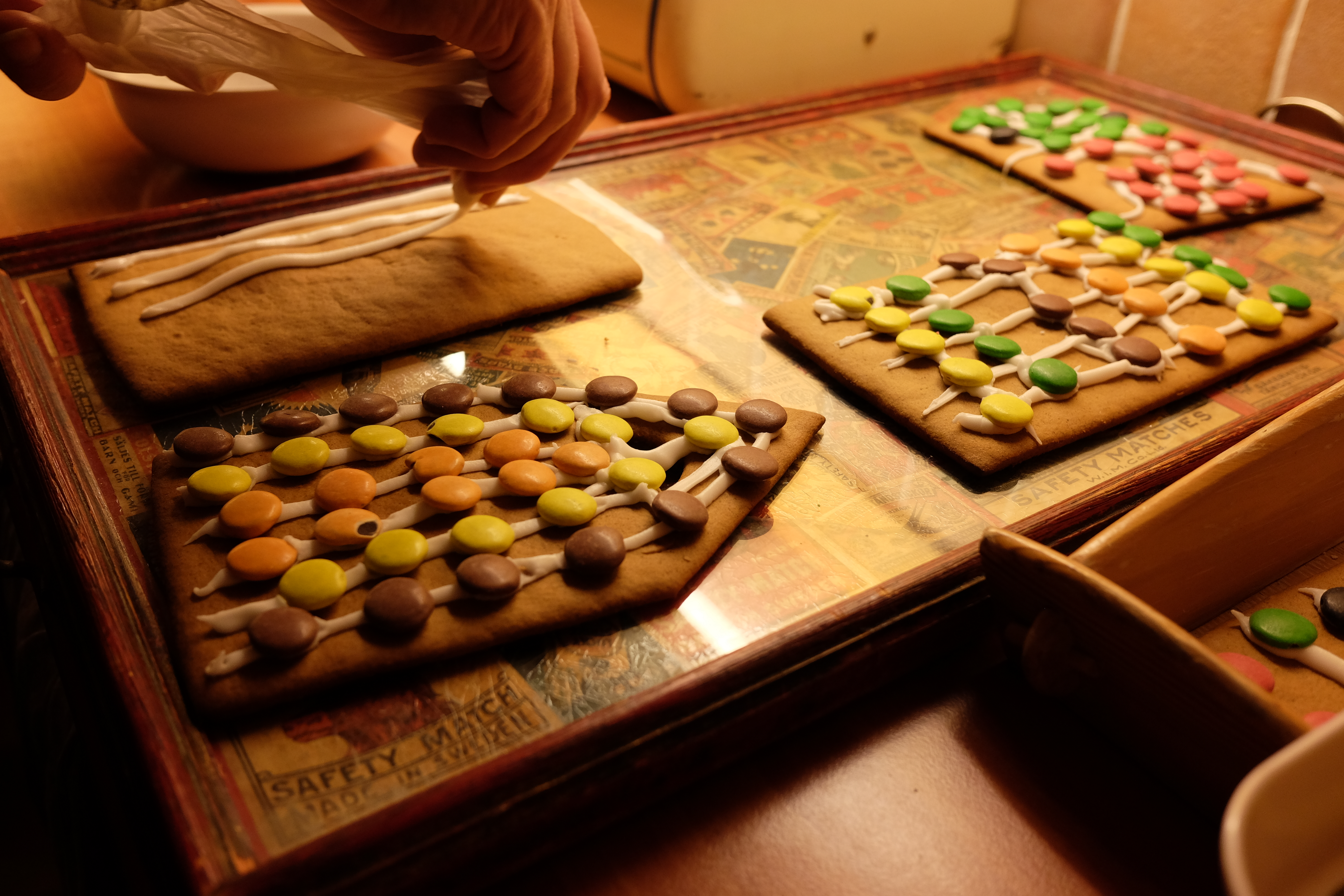
Nhà bánh mì gừng Thụy Điển đang được chuẩn bị. Men bánh được phủ trên các bức tường.

Trong thời hiện đại, truyền thống vẫn tiếp tục ở một số nơi tại châu Âu. Ở Đức, các chợ Giáng sinh bán bánh mì gừng được trang trí trước lễ Giáng sinh. (Lebkuchenhaus hoặc Pfefferkuchenhaus là các thuật ngữ tiếng Đức cho một ngôi nhà bánh mì gừng.) Làm nhà bánh mì gừng là một truyền thống Giáng sinh ở nhiều gia đình. Chúng thường được làm trước Giáng sinh bằng cách dùng nướng bột bánh mì gừng kết hợp với đường tan chảy. 'Ngói' trên mái nhà có thể bao gồm kem phủ hoặc kẹo. Sân nhà thường được trang trí bằng kem băng để tượng trưng cho tuyết.
Một ngôi nhà bánh mì gừng không nhất thiết phải là một ngôi nhà thực tế, mặc dù nó mang dạng nhà ở phổ biến nhất. Nó có thể là bất cứ thứ gì từ lâu đài đến cabin nhỏ hoặc một dạng công trình khác, chẳng hạn như nhà thờ, bảo tàng nghệ thuật, hoặc sân vận động thể thao, và các mặt hàng khác, chẳng hạn như ô tô, bánh mì gừng hình nam hoặc nữ, có thể được làm bằng bột bánh mì gừng.
Trong hầu hết các trường hợp, men kem lạnh hoàng gia được sử dụng như một chất kết dính để cố định các bộ phận chính của ngôi nhà, vì có tác dụng nhanh chóng và tạo nên liên kết vững chắn khi định hình.
Ở Thụy Điển, nhà bánh mì gừng được chuẩn bị vào Ngày Thánh Lucy. Kể từ năm 1991, người dân Bergen, Na Uy, đã xây dựng cả thành phố với nhà bánh mì gừng mỗi năm trước lễ Giáng sinh. Được đặt tên là Pepperkakebyen (tiếng Na Uy có nghĩa là "làng bánh mì gừng"), nó được xem là thành phố bánh lớn nhất thế giới. Mọi trẻ em dưới 12 tuổi có thể tự xây nhà miễn phí với sự giúp đỡ của cha mẹ. Năm 2009, thành phố bánh mì gừng đã bị phá hủy do một hành động phá hoại. Một nhóm các chuyên gia thiết kế, xây dựng và kinh doanh tòa nhà ở Washington, DC, cũng cộng tác với chủ đề "Thị trấn gừng" hàng năm.
Ở San Francisco, các khách sạn  Fairmont và St. Francis trưng bày những ngôi nhà bánh mì gừng cạnh tranh trong mùa Giáng sinh.

## Kỷ lục Guinness thế giới

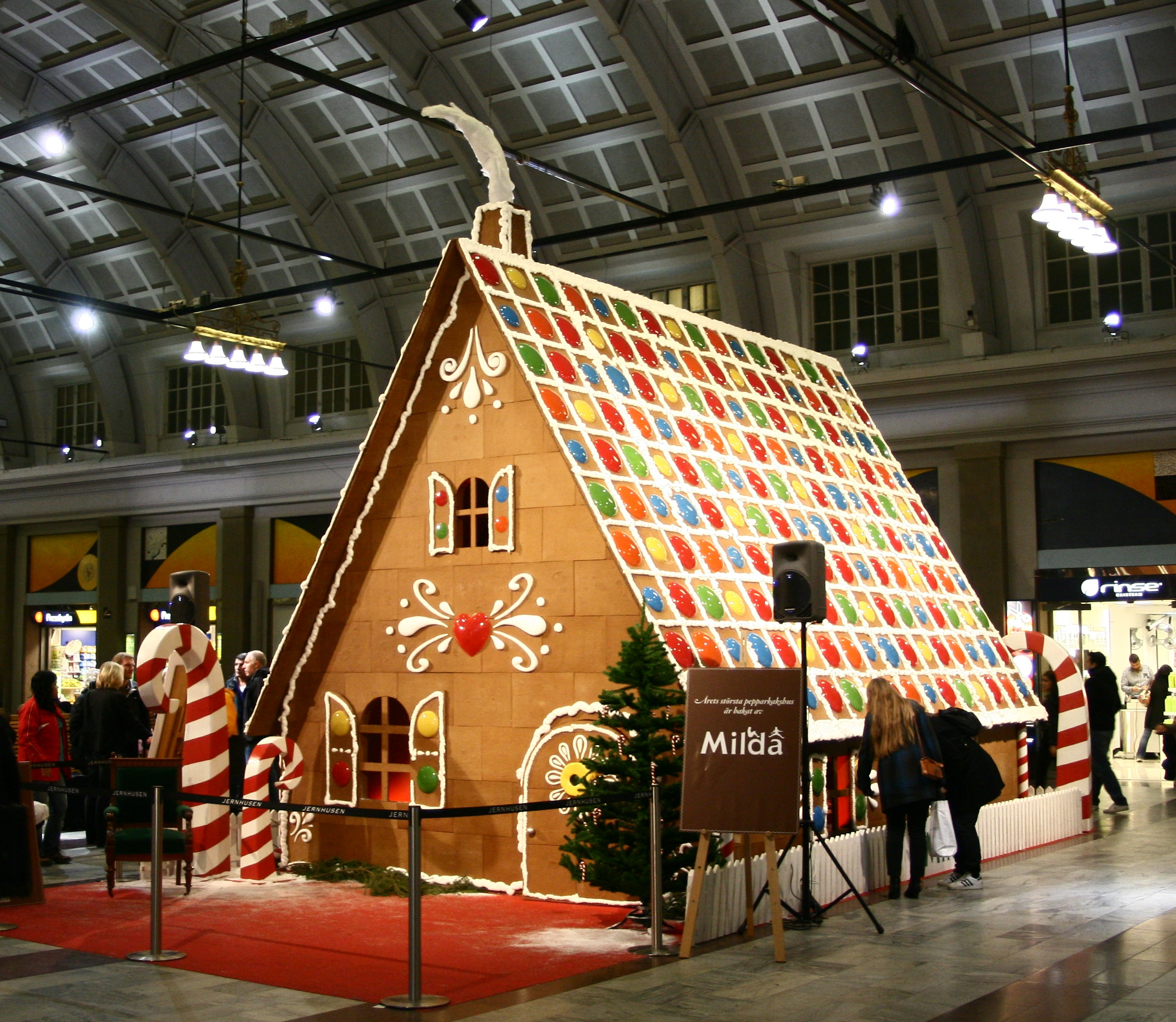
Một ngôi nhà bánh mì gừng quy mô lớn như một vật trang trí Giáng sinh ở Stockholm, 2009 (Nó được làm bằng 294 kg bột mì, 92 kg bơ thực vật, 100,4 kg đường, 66,3 L Siro vàng, 2,2 kg mỗi loại quế, đinh hương, gừng và 3,7 kg bột nở nướng.)

Ngày 30 tháng 11 năm 2013, một câu lạc bộ ở Bryan, Texas, Hoa Kỳ, đã phá kỷ lục Guinness thế giới được thiết lập vào năm trước đó cho ngôi nhà bánh mì gừng lớn nhất, là ngôi nhà với bức tường ăn được và rộng đến 2.520 foot vuông (234 m2) để hỗ trợ một trung tâm chấn thương của bệnh viện. Ngôi nhà có thể tích bên trong là 1.110,1 m³ (39.201,8 ft³), dài 18,28 m (60 ft), 12,8 rộng m (42 ft) và cao 3,07 m (10,1 ft) tại điểm cao nhất của nó. Ngôi nhà có giá trị nhiệt lượng ước tính vượt quá 35,8 triệu và nguyên liệu bao gồm 2.925 pound (1.327 kg) đường nâu, 1.800 pound (820 kg) bơ, 7.200 quả trứng và 7.200 pound (3.300 kg) bột mì đa dụng.
Jon Lovitch, bếp trưởng điều hành tại khách sạn Marriott Marquis ở New York, đã phá kỷ lục ngôi làng bánh mì gừng lớn nhất với 135 khu dân cư và 22 tòa nhà thương mại, cáp treo và một đoàn tàu cũng làm bằng bánh mì gừng. Nó được trưng bày tại Hội trường Khoa học New York. Một ứng cử viên khác đến từ Bergen, Na Uy đã tạo nên một thị trấn bánh mì gừng có tên là Pepperkakebyen. 

## Hình ảnh

Nhà bánh mì gừng
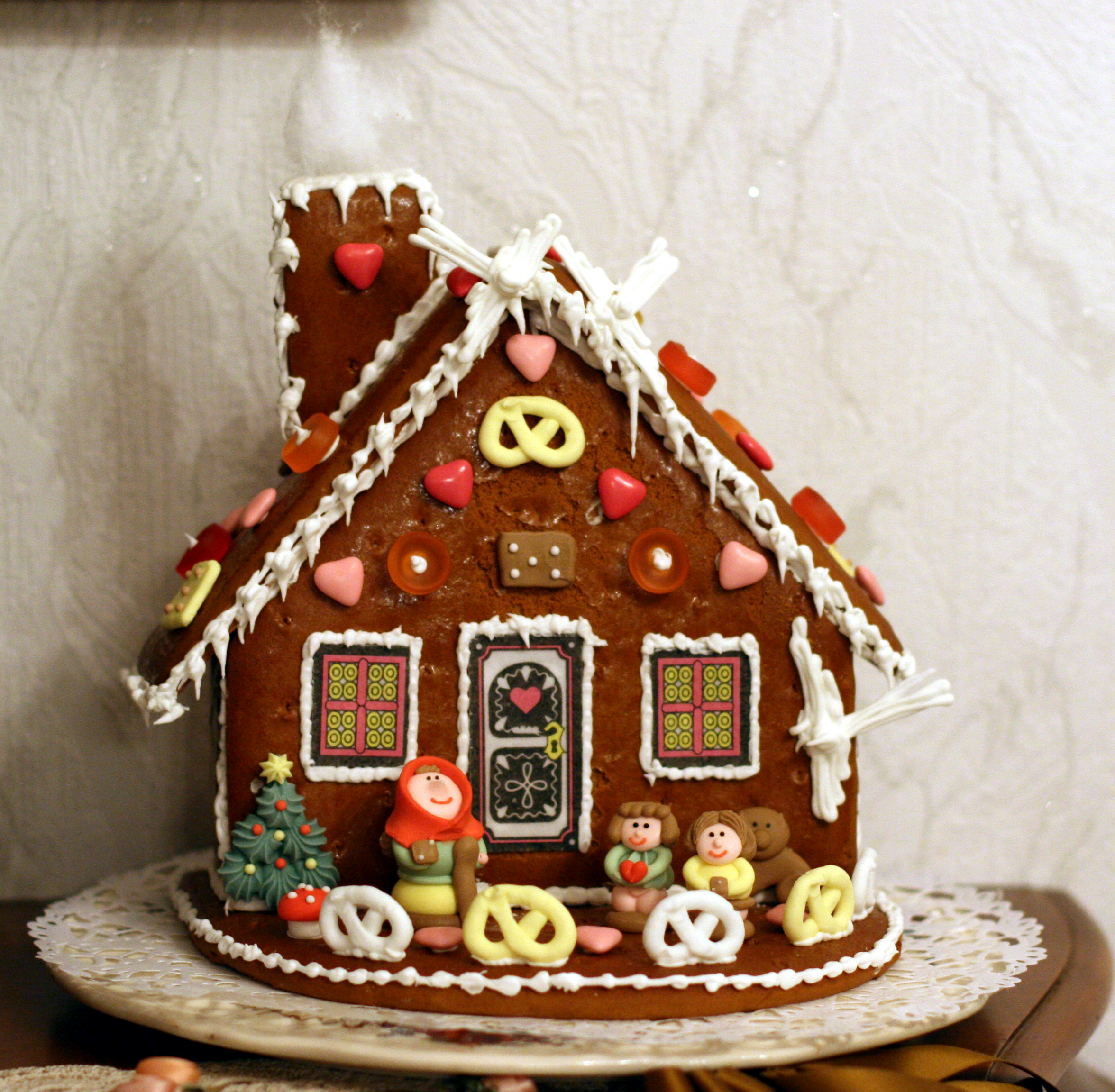
Nhà bánh mì gừng với kẹo
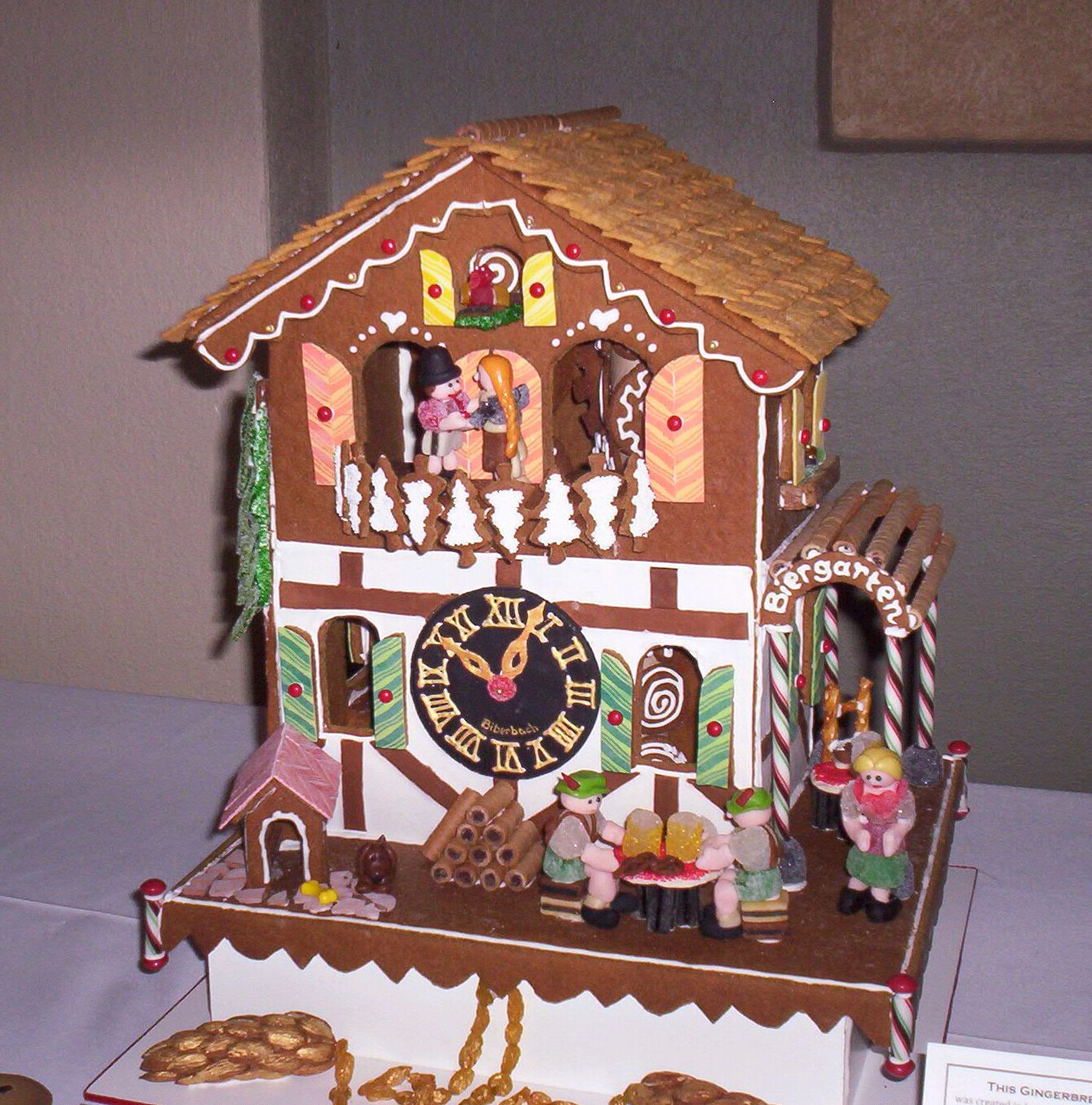
Nhà bánh mì gừng với trang trí đồng hồ và kẹo
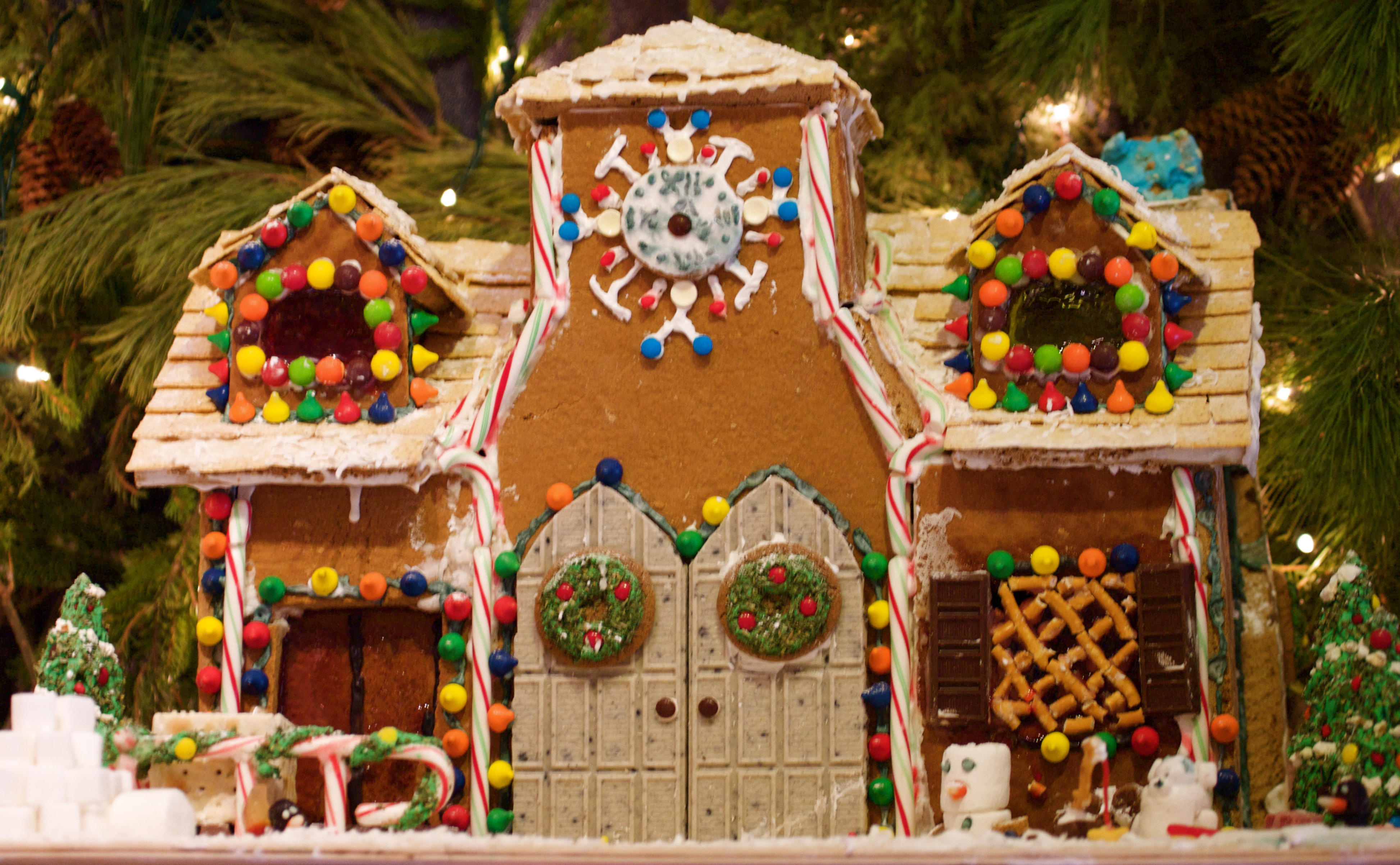
Nhà bánh mì gừng có cửa đôi
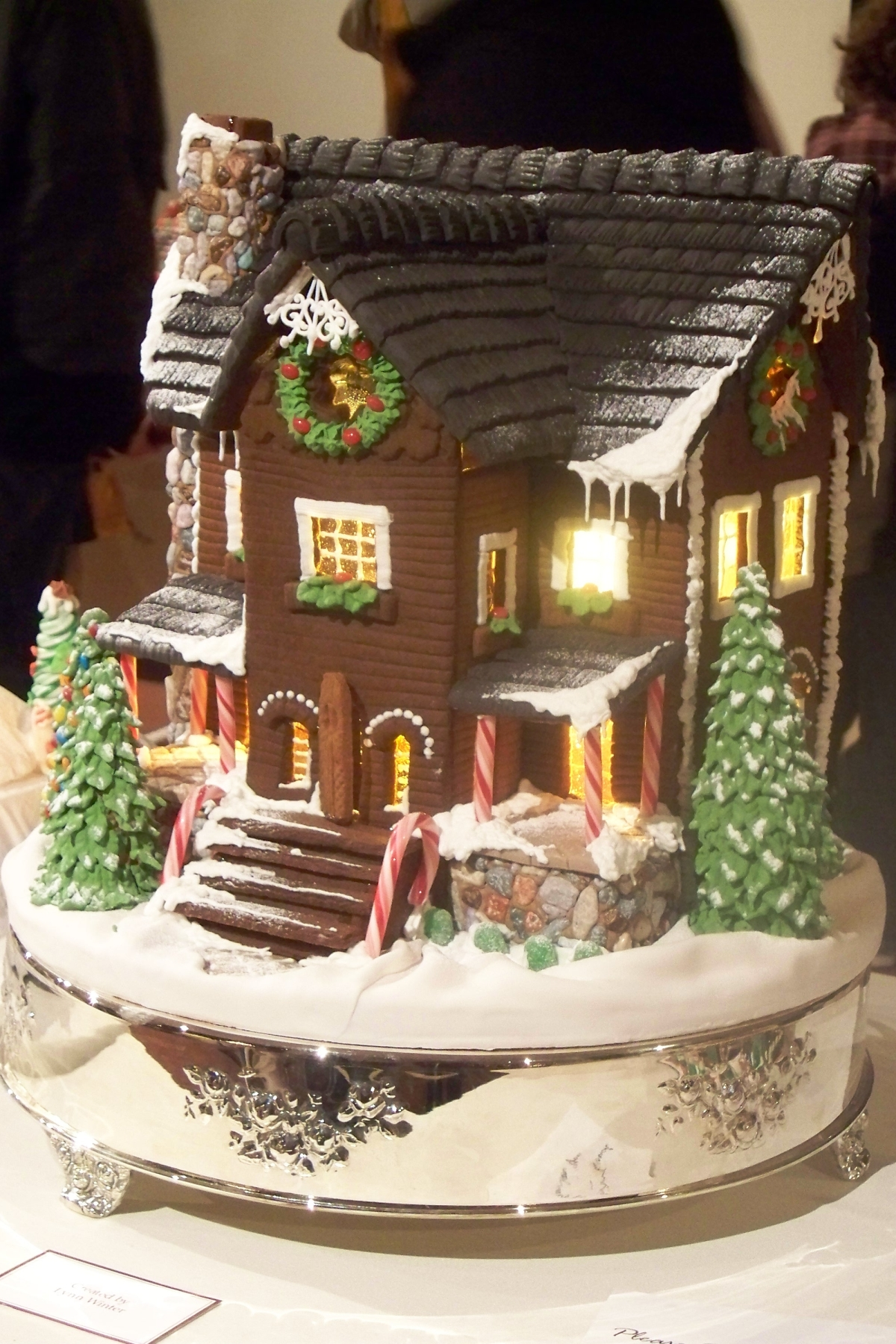
Nhà bánh mì gừng có bậc thềm và cây cối
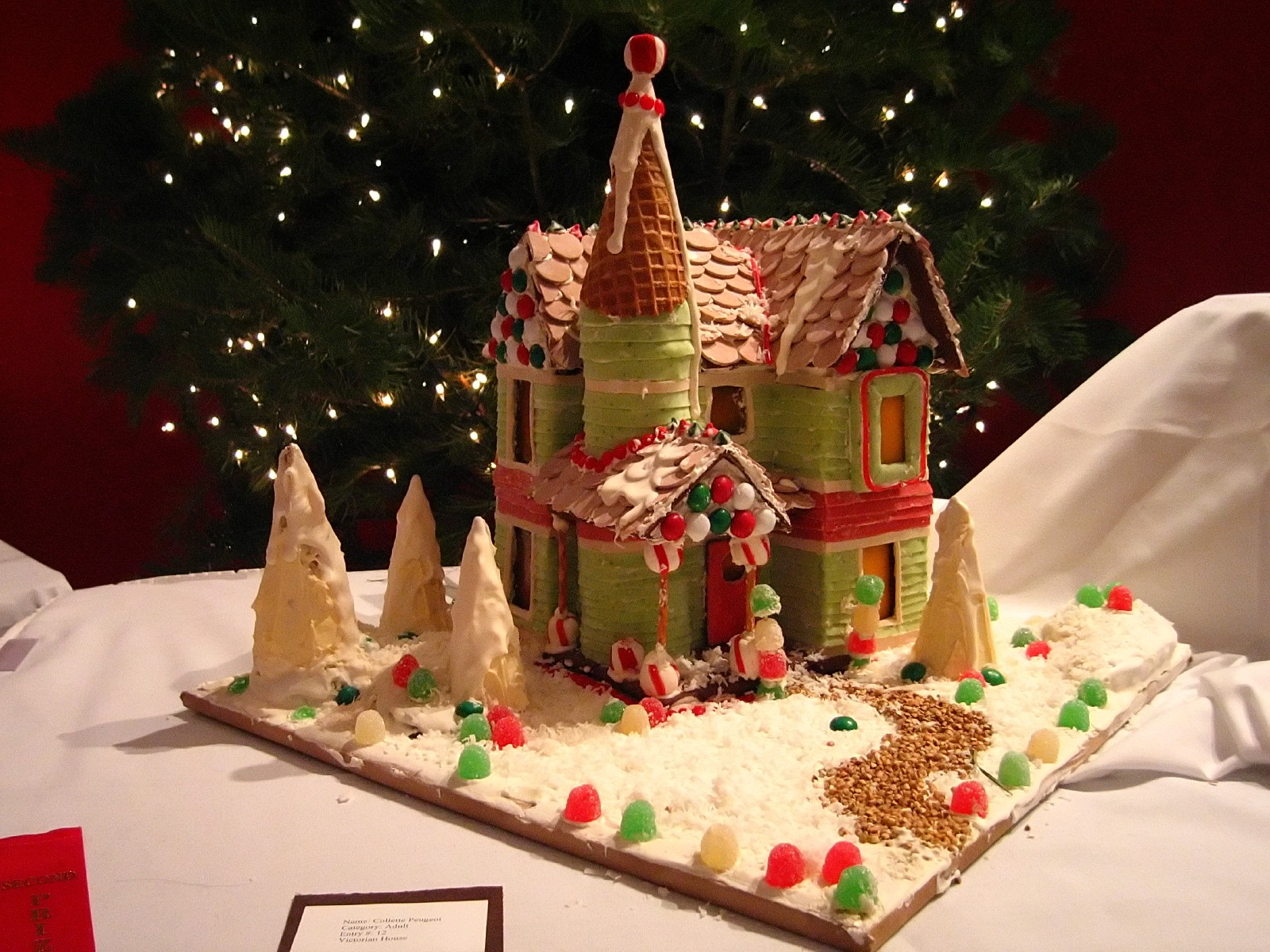
Nhà bánh mì gừng có lối đi
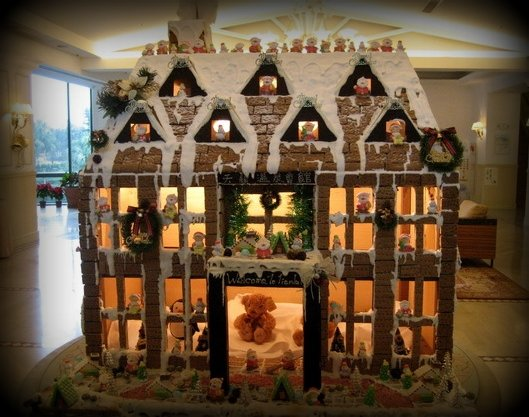
Nhà bánh mì gừng với ánh sáng
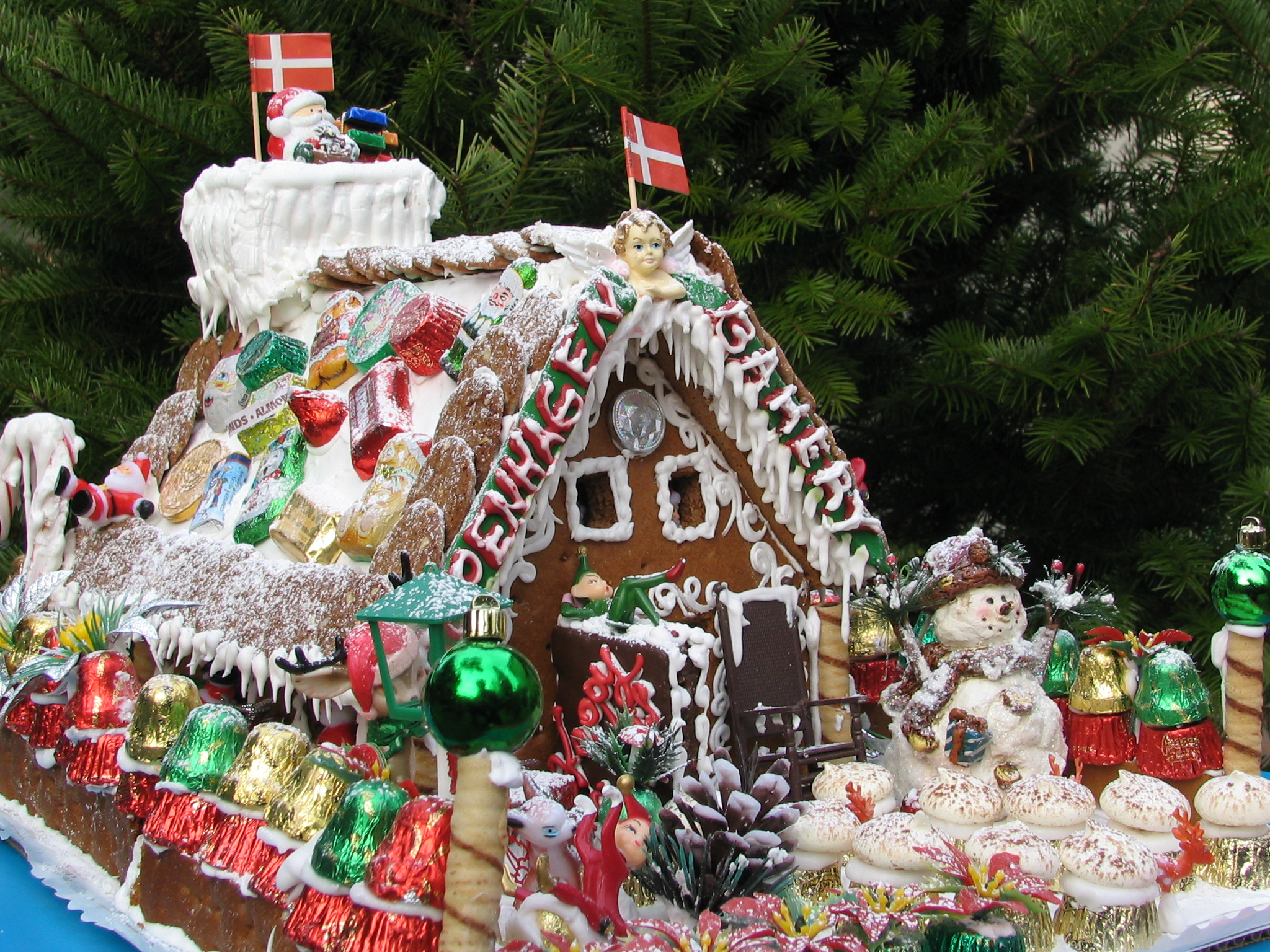
Nhà bánh mì gừng với người tuyết
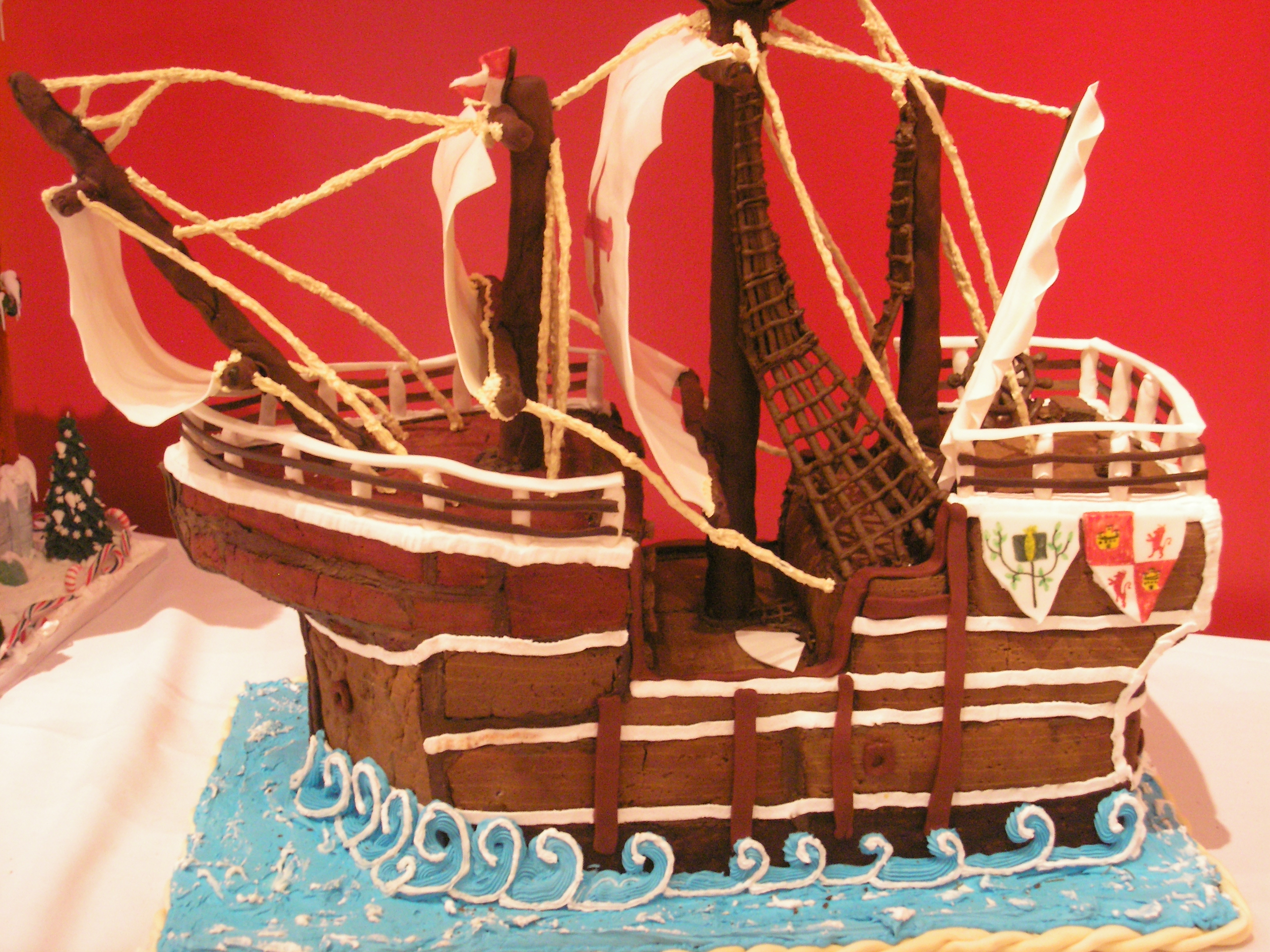
Thuyền bánh mì gừng
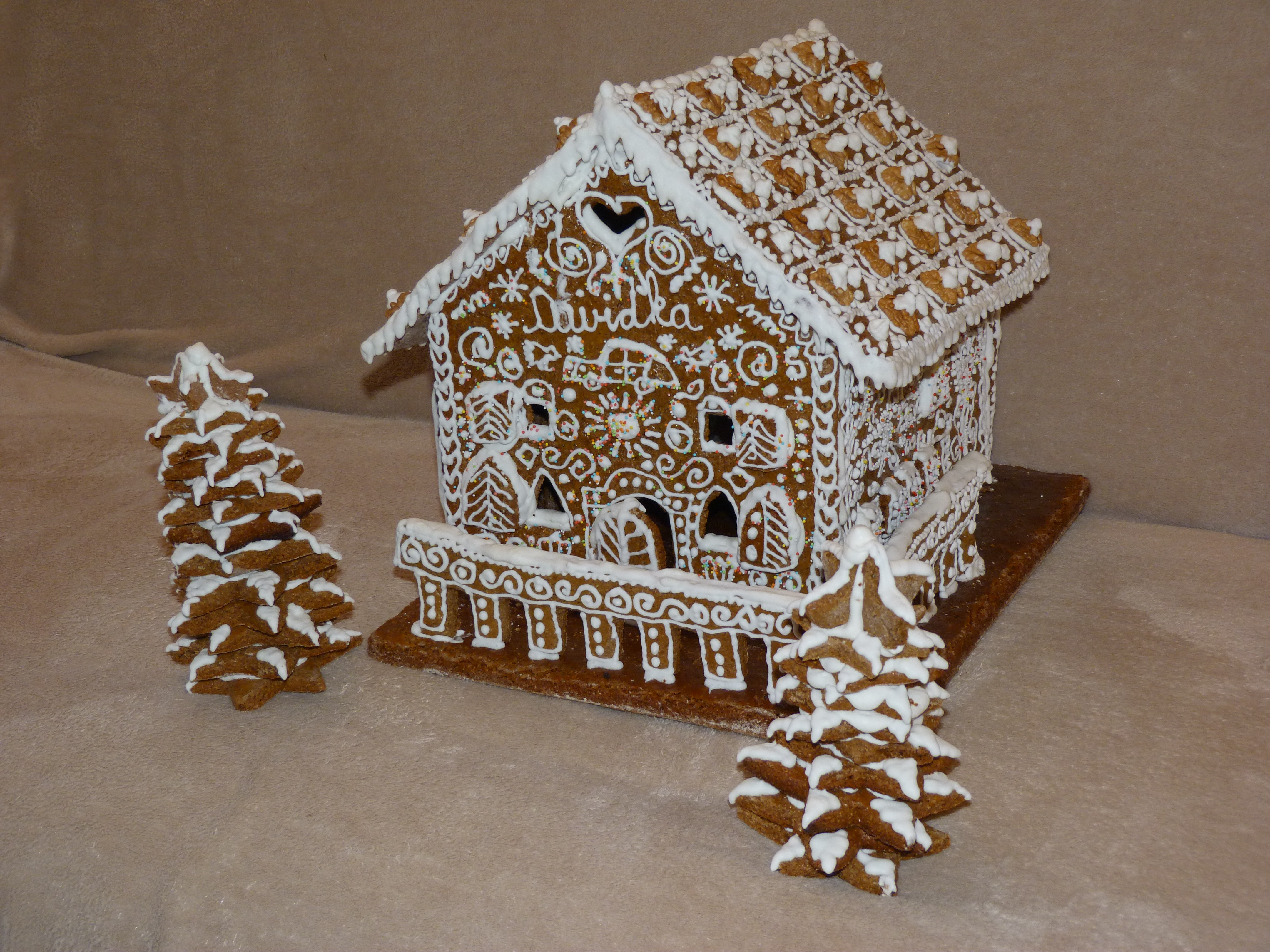
Nhà bánh mì gừng trang trí như đêm Giáng sinh
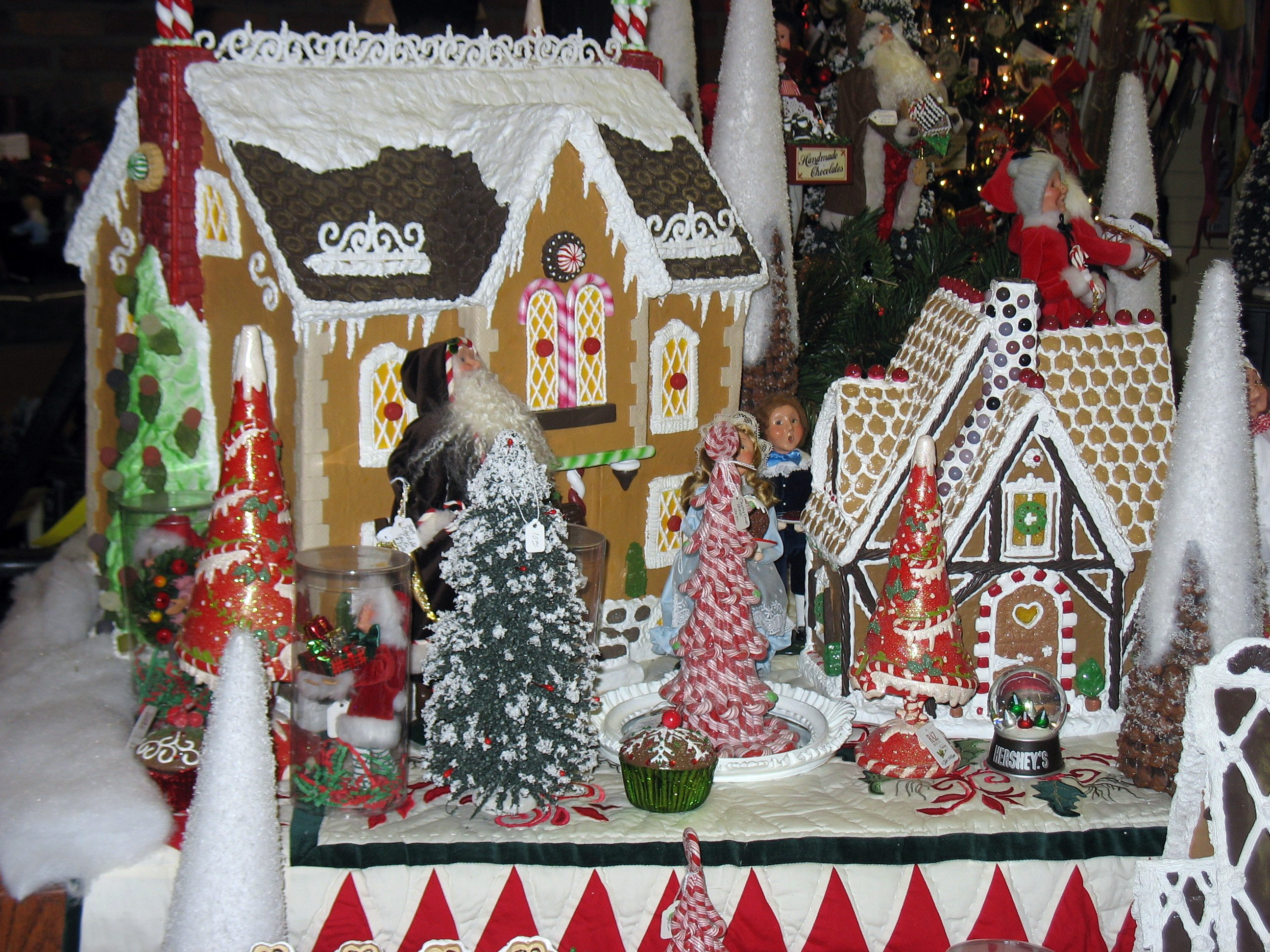
Nhà bánh mì gừng với cây thông Giáng Sinh
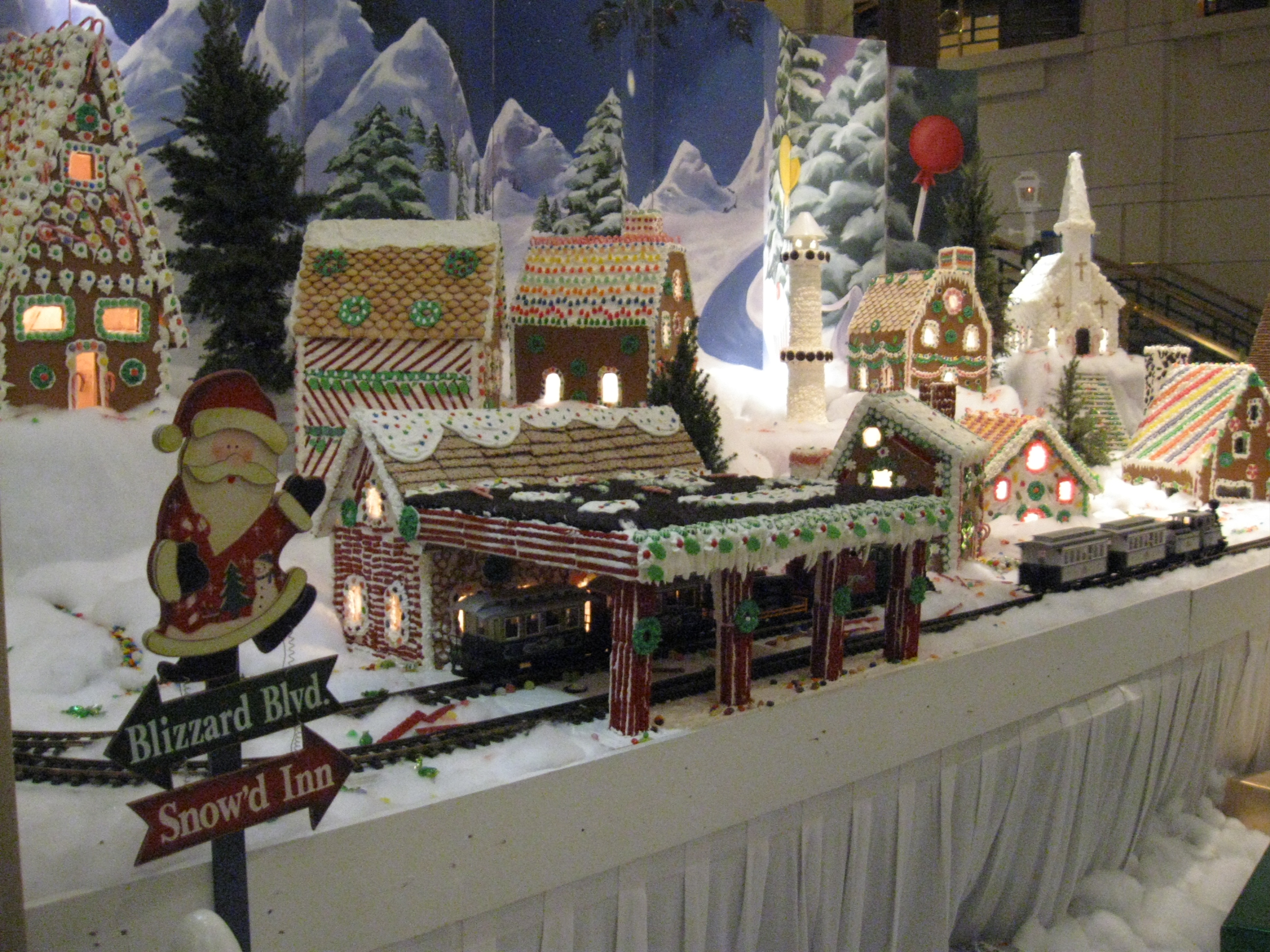
Làng bánh mì gừng với xe lửa mô hình
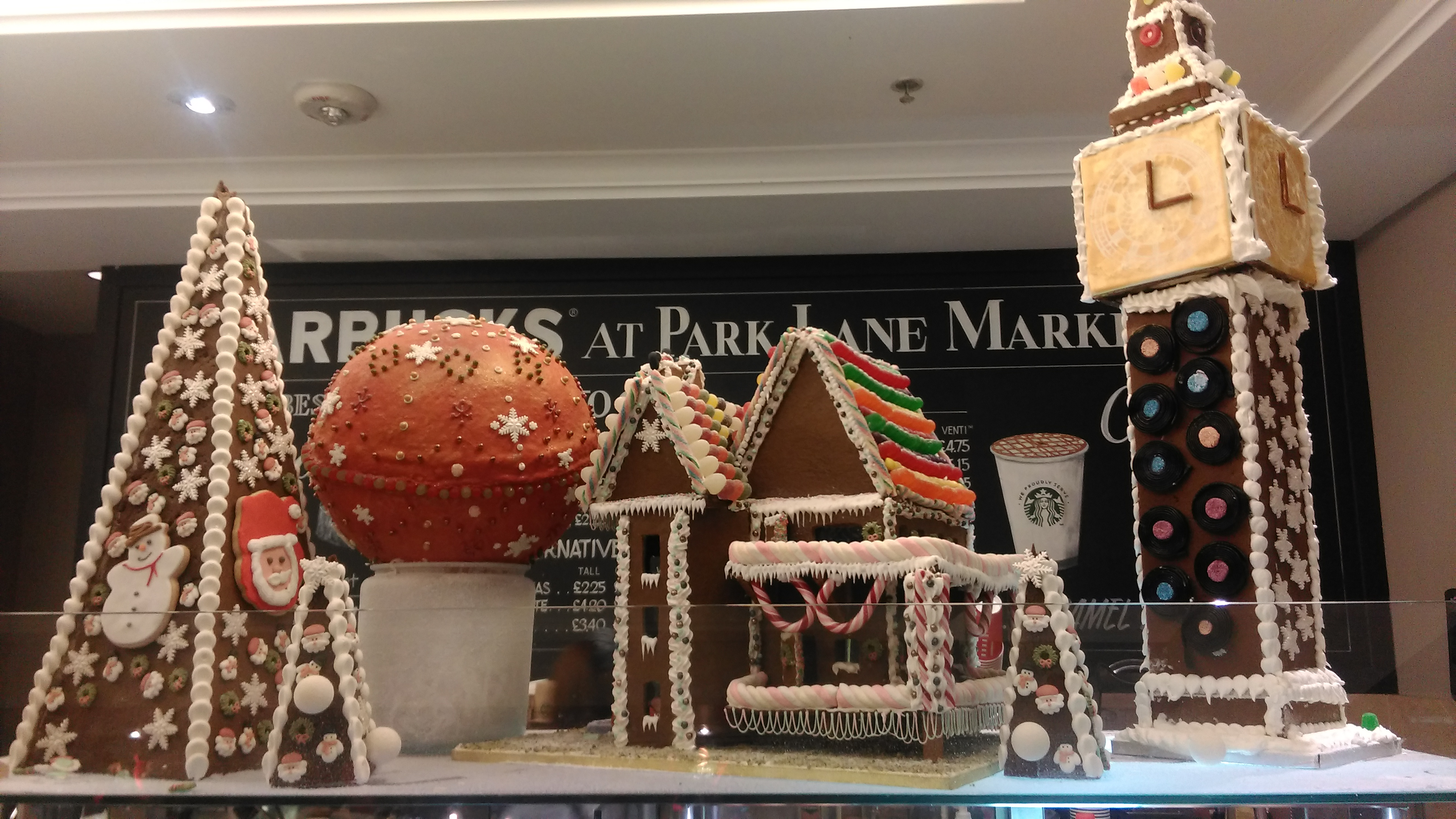
Nhà bánh mì gừng và tháp Elizabeth ở London, Vương quốc Anh